# Viviers-lès-Montagnes
Viviers-lès-Montagnes è un comune francese di 1 784 abitanti situato nel dipartimento del Tarn nella regione dell'Occitania.

## Società

### Evoluzione demografica
Abitanti censiti